# Macrodiplosis dryobia
Macrodiplosis dryobia är en tvåvingeart som först beskrevs av Löw 1877.  Macrodiplosis dryobia ingår i släktet Macrodiplosis och familjen gallmyggor. Inga underarter finns listade i Catalogue of Life.

## Bildgalleri

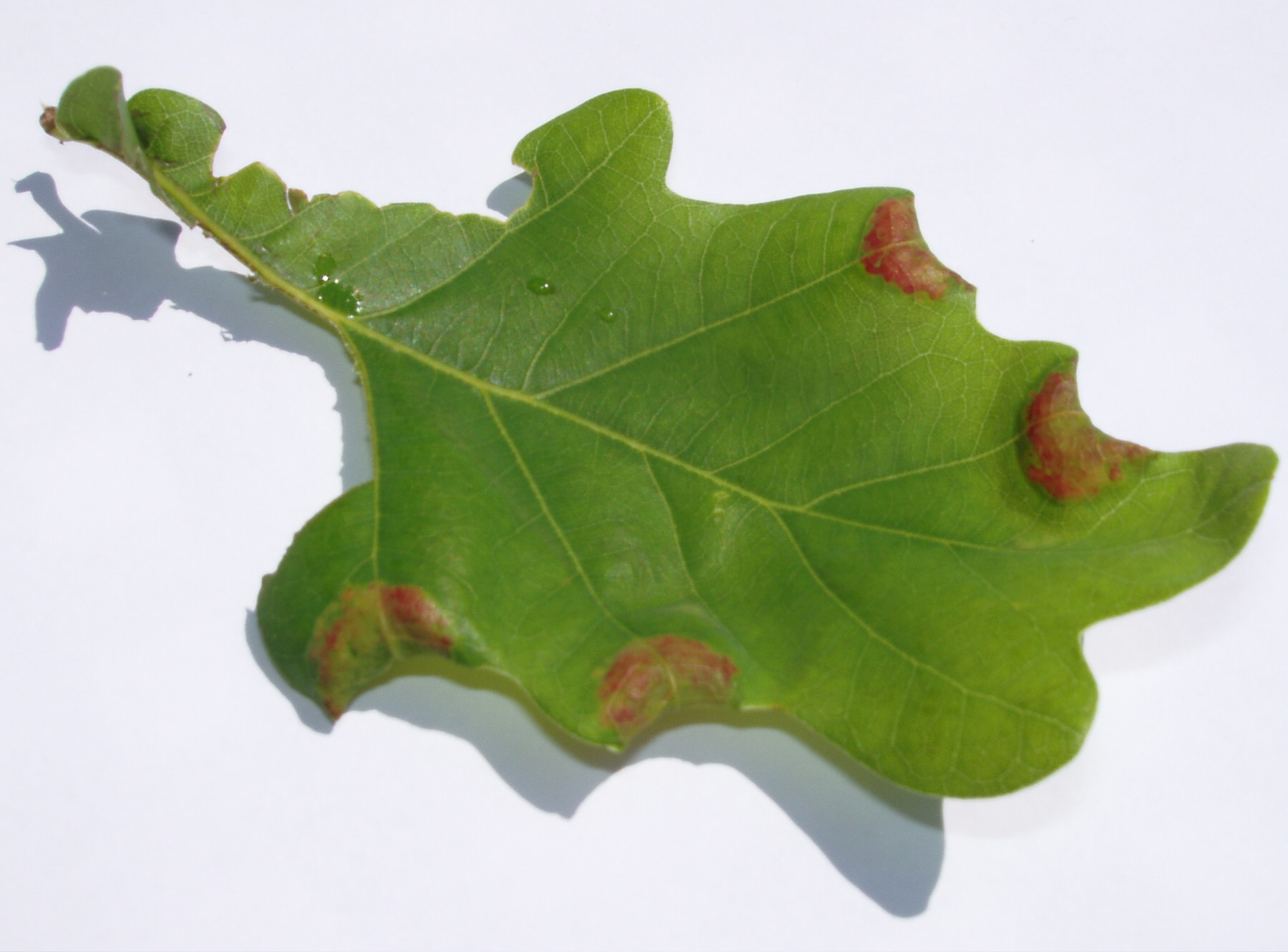
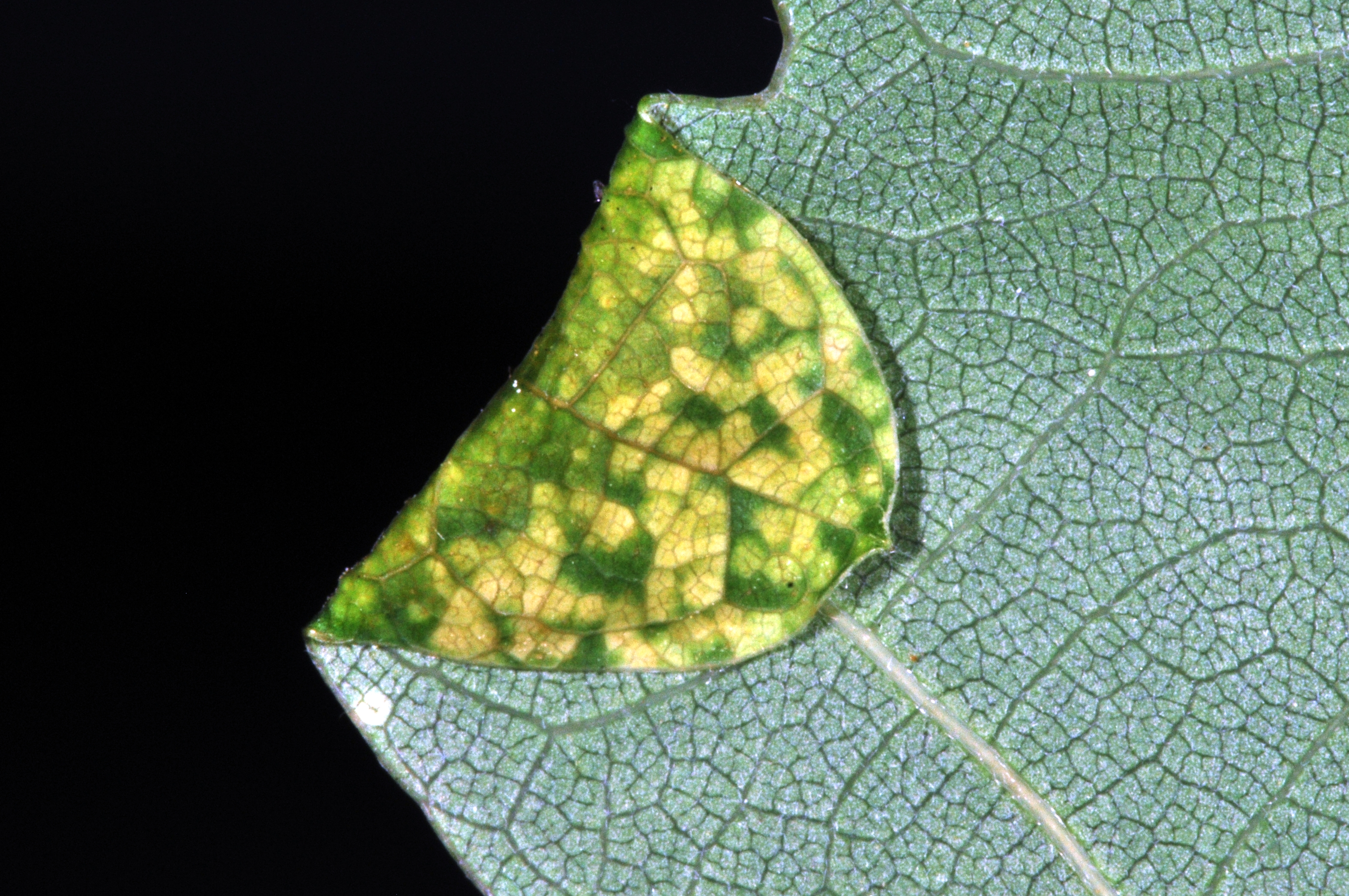
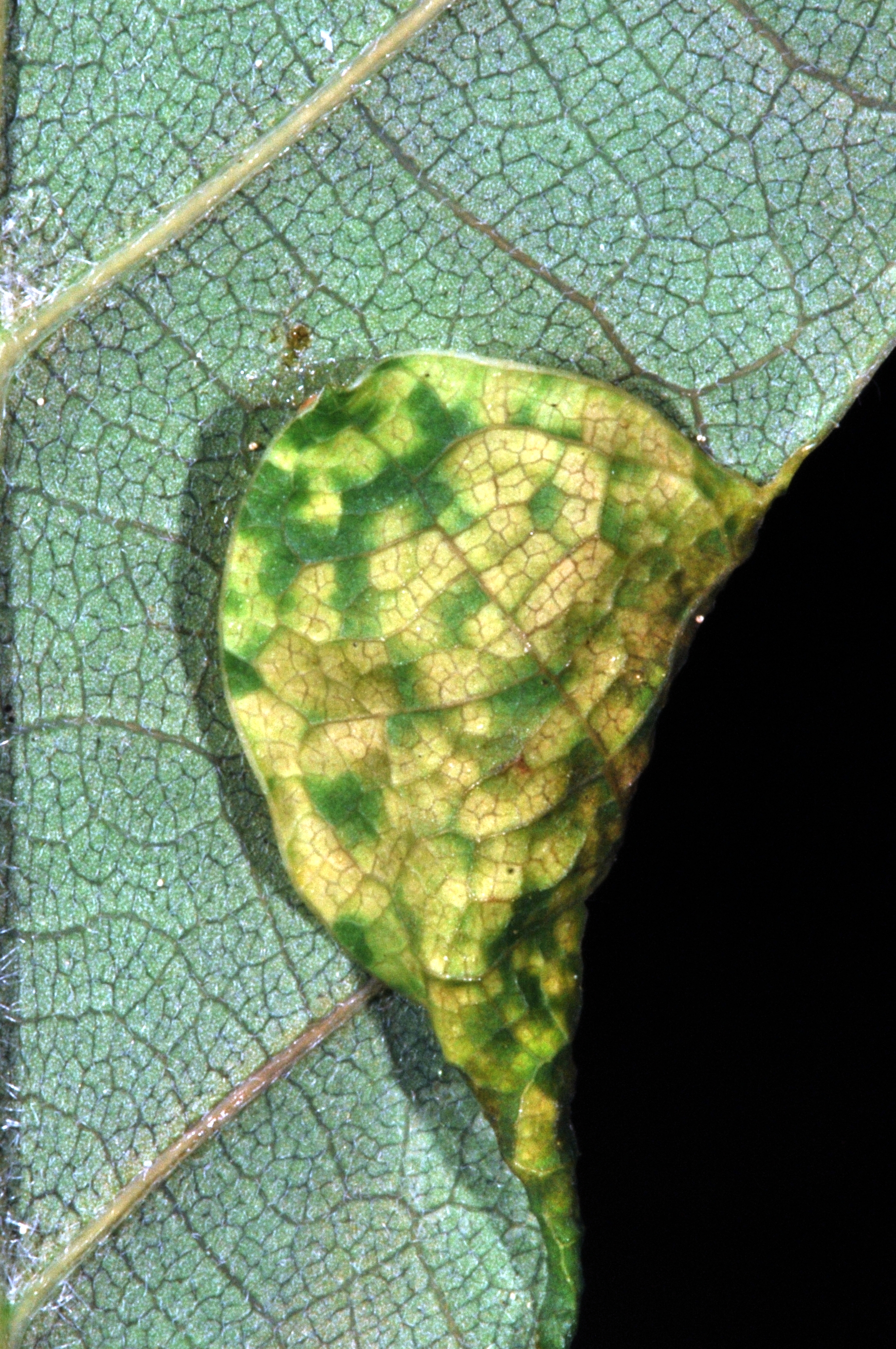